# جبل الاشرفیه
جبل الاشرفیه (به عربی: جبل الأشرفیة) یک شهرک در اردن است که در استان امان واقع شده‌است. جبل الاشرفیه ۸٬۲۰۰ نفر جمعیت دارد و ۸۵۰ متر بالاتر از سطح دریا واقع شده‌است.